# Zăicoiu
Zăicoiu – wieś w Rumunii, w okręgu Gorj, w gminie Dănciulești. W 2011 roku liczyła 154 mieszkańców.